# Musikåret 1919

## Händelser
- 10 oktober – Richard Strauss opera Die Frau ohne Schatten uruppförs på Wiener Staatsoper.
- 4 november – Hugo Alfvéns Symfoni nr 4 uruppförs vid Musikaliska Akademiens högtidsdag.
- 27 oktober – Edward Elgars Cellokonsert uruppförs i London.
- 24 november – Den slutliga versionen av Jean Sibelius Symfoni nr 5 uruppförs i Helsingfors av Helsingfors stadsorkester under ledning av tonsättaren.
- okänt datum – Tyska skivmärket Artiphon grundas.[1]
- okänt datum – Svenska skivmärket Viking grundas.[2]

## Årets singlar och hitlåtar
Vänligen sortera soloartister på efternamn, musikgrupper på förstabokstaven (utan engelskans "The" och "A")
- Ernst Rolf – Barndomshemmet (On the Banks of the Wabash, Far Away) [3]

## Årets sångböcker och psalmböcker
- Evert Taube – Sju sjömansvisor och Byssan Lull [4]

## Födda
- 17 februari – Allan Johansson (död 1991), svensk pianist, kompositör, kapellmästare och sångare.
- 17 mars – Nat King Cole (död 1965), amerikansk jazzmusiker (piano, vokalist).
- 16 april – Merce Cunningham, (död 2009), amerikansk koreograf och dansare.
- 17 april – Chavela Vargas (död 2012), mexikansk rancherasångare.
- 21 april – Don Cornell, (död 2004), amerikansk skådespelare och sångare.
- 28 april – Martin Tegen, svensk musikforskare och översättare.
- 3 maj – Pete Seeger, (död 2014), amerikansk sångare, musiker och låtskrivare.
- 14 maj – Hans Wallin (död 1973), svensk kompositör och musiker.
- 16 maj – Liberace, (död 1987), amerikansk pianist.
- 18 maj – Margot Fonteyn, (död 1991), brittisk ballerina.
- 31 maj – E.T. Mensah (död 1996), ghanansk highlife-artist och trumpetare.
- 17 juni – Gene de Paul, (död 1988), amerikansk pianist, kompositör och låtskrivare.
- 13 juli – Hans Theselius (död 1981), svensk musiker.
- 6 augusti – Eric Stolpe (död 1990), svensk skådespelare, revyartist, textförfattare, sångare och journalist.
- 9 augusti – Freddy Albeck (död 1992), dansk sångare och skådespelare.
- 11 augusti – Ginette Neveu, (död 1949), fransk violinist.
- 13 augusti – George Shearing, (död 2011), brittisk-amerikansk jazzpianist och kompositör.
- 24 augusti – Niels Viggo Bentzon, (död 2000), dansk tonsättare, pianist och organist.
- 16 september – Sven-Erik Bäck (död 1994), svensk tonsättare medlem i Måndagsgruppen.
- 9 oktober – Irmgard Seefried, (död 1988), tysk-österrikisk sopran.
- 11 oktober – Art Blakey (död 1990), amerikansk trumslagare.
- 18 oktober – Anita O’Day, (död 2006), amerikansk jazzsångare.
- 19 oktober – Georg Adelly (död 1997), svensk musiker (basist), skådespelare och komiker.
- 27 november – Siegfried Naumann (död 2001), svensk tonsättare och dirigent.
- 8 december – Mieczysław Weinberg (död 1996), sovjetisk tonsättare av polsk-judiskt ursprung.
- 10 december – Sven-Eric Johanson (död 1997), svensk kompositör, medlem i Måndagsgruppen.
- 20 december – Greta Erikson (död 2014), svensk pianist.

## Avlidna
- 18 februari – Henry Ragas, 28, amerikansk jazzpianist.
- 8 mars – Auguste Tolbecque, 88, fransk cellist och tonsättare.
- 11 mars – Harald Fryklöf, 36, svensk tonsättare och organist.
- 16 mars – Sigurd von Koch, 39, svensk musikanmälare, målare, diktare, kompositör och pianist.
- 22 juni – Julian Skrjabin, 11, rysk tonsättare och pianist.
- 9 augusti – Ruggiero Leoncavallo, 62, italiensk operatonsättare.
- 10 september – Helena Munktell, 66, svensk tonsättare.
- 27 september – Adelina Patti, 76, italiensk-amerikansk sopran.
- 21 oktober – August Körling, 77, svensk organist och tonsättare.
- 16 december – Luigi Illica, 62, italiensk librettist.
- 21 december – Louis Diémer, 76, tysk-fransk pianist och tonsättare.

### Fotnoter
1. ↑  ”78:or & film”. http://78-varv.atspace.cc/artiphon.htm. Läst 3 juni 2011.
2. ↑  ”78:or & film”. http://78-varv.atspace.cc/viking.htm. Läst 3 juni 2011.
3. ↑  ”Svensk mediedatabas”. http://smdb.kb.se/catalog/id/002044798. Läst 22 mars 2011.
4. ↑  ”Evert Taubes visböcker med innehåll”. http://www.abc.se/~m8169/taube/taubevis.html. Läst 23 mars 2011.